# Mythenteles
Mythenteles is een geslacht van vliegen uit de familie van de Mythicomyiidae. De wetenschappelijke naam van het geslacht werd voor het eerst geldig gepubliceerd door Hall en Evenhuis in 1986.

## Soorten
- Mythenteles andalusica Gibbs, 2007[2]
- Mythenteles asiatica (Evenhuis, 1981)
  - = Mythicomyia asiatica Evenhuis, 1981[3]
- Mythenteles coptopheles Evenhuis, 2003[4]
- Mythenteles freidbergi Evenhuis, 2003[4]
- Mythenteles hellenicae Evenhuis, 2003[4]
- Mythenteles hispanicola Evenhuis & Blasco-Zumeta, 2003[4]
- Mythenteles indica (Brunetti, 1917)
  - = Empidideicus indicus Brunetti, 1917
- Mythenteles infrequens Evenhuis & Blasco-Zumeta, 2003[4]
- Mythenteles propleuralis (Melander, 1946)
  - = Empidideicus propleuralis Melander, 1946
  - = Mythicomyia mutabilis Melander, 1961
- Mythenteles rameli Gibbs, 2009[5]
- Mythenteles rigirostris (Evenhuis, 1981)
  - = Mythicomyia rigirostris Evenhuis, 1981[3]
- Mythenteles deemingi Evenhuis, 2003[4]
- Mythenteles silus Evenhuis, 2003[4]
- Mythenteles wadimurri Evenhuis & Theodor, 2003[4]